# 台湾バー
台湾バー（たいわんバー、繁体字中国語：臺灣吧、英語表記：Taiwan Bar INC.、正式名称：臺灣各種吧股份有限公司）は、2014年末に設立された自主制作コンテンツの新媒体企業で、「台湾をデジタルコンテンツの灯台にし、 ウィットに富んだ、生き生きとした、そして美的なアプローチを通して、知識を探求する人々の情熱を醸し出す」ことを目標にしている。
そのため、設立当初から、情報性と娯楽性を兼ね備えたデジタルコンテンツをリリースし、インターネット世代の視聴者がさまざまな知識や問題に対する興味を喚起することに努めてきた。 最初の作品である「動畫臺灣史」は瞬く間にヒットし、何百万人もの視聴者を生み出し、「黑啤與啤下組織」などのキャラクターIPが生まれ、ファンが熱狂する周辺商品へと変貌を遂げた。
これまでに台湾バーが制作したコンテンツは、歴史、哲学、法律、教育問題、地域文化、経済など多岐にわたっている。 2017年より、台湾バーは商標ライセンスを正式にオープンし、観客はすぐに商品、イベント、エンドースメントでより多くの台湾バーのキャラクターを有名にすることになるとしている。

## チーム
創設者
- 蕭宇辰（Thomas）、国立台湾大学歴史学部の卒業生であり、現在は台湾バーの執行長を務めている。
- 張佳家（jiajiach）、国立台湾大学歴史学部の卒業生で、現在は台湾バーのオペレーション・チーフを務める。
- 林辰（Buchi）、国立科学工業園区実験高級中学の卒業生。「博恩夜夜秀（中国語版）」のプロデューサーであり出品公司薩泰爾娯樂股份有限公司の代表。

## 歴史
2014年9月1日、「アニメ台湾史」の放送を開始。12月1日には、臺灣各種吧有限公司を設立。
2015年5月20日、朱家安と共同で、毎月20日に哲学的なチキンケーキの動画をYoutubeチャンネルに投稿し、哲学や思考などを議題とした。6月12日、謝慶浩のレンタルオフィスから、台北の大安森林公園周辺に移転し、バー、レコーディングスタジオ、オフィスを設置。9月30日には、交通通信省との共同事業である「JT交通局」が発足し、星期天と朶朶がナレーションを担当し、主に交通安全や権利関係の知識を広める活動を行っている。10月18日には、現代文明病とその原因をテーマにした「十八銅人健康教室」が放送され、11月22日には、台湾の選挙と政治文化をテーマにした「123募金」が放送された。
2016年3月20日、大規模募金で集まった100万NTドルごとに、最も人気のあるテーマを演出する「大抓周計畫」がスタートした。4月8日、「大抓周計畫教育吧」が開設された。7月14日には、客家電台との合作による、客家人の起源や文化を紹介する「客客客棧」が放送された。 第3期では、ビッグキャッチプロジェクトの資金調達作品の第1弾が公開された。
2017年1月23日、「大抓周計畫拼經濟吧」を放送。
2020年6月7日、動畫世界史中國篇が放映された。
2020年には、台北101の大晦日の花火大会にアニメーションが登場。 テーマは「希望の光-台湾」で、台湾を希望の船に見立て、多様な文化や豊富な製品に乗って、希望の船である台湾の人々が同じ船に乗ることができるように、という象徴的な意味が込められている。

## 主要作品
- 動畫臺灣史
- 哲學哲學雞蛋糕（朱家安（中国語版）と合作）
- JT交通事務所（Youtuber星期天（中国語版）、朶朶と合作）
- 十八銅人健康教室
- 123募投人
- 木撃者（公視と合作）
- 週末來吧
- 臺灣世界史--動畫臺灣史第二季
- 2017在世大運看見臺灣吧！（台北市政府観光伝播局（中国語版）合作）
- 故事・臺北（台北市政府と臺北市政府產業発展局（中国語版）合作）
- 林林冏冏（與冏星人合作）
- 大抓周計畫
- 拼經濟吧
- 法律吧
- 芬特克 FinTech（元大證券（中国語版）と合作）
- 故事・臺中（台中市政府（中国語版）と台中市政府新聞局（中国語版）合作）
- 客客客棧（客家電視台と客家委員会）
- 客客客棧之啤俠客傳（客家電視台と客家委員会と合作）
- 黑啤東南飛（文化総会（中国語版）と中華民国外交部との合作で東南アジア各国に紹介）
- 城南的貓（中華文化総会（中国語版）と合作宣伝2018城南有意思（中国語版）活動）
- 偵茶事務所（紫藤廬と合作）
- 實驗科學吧
- 跳舞吧（雲門舞集と合作）
- 鮮乳奇緣—奶's Show（鮮乳坊（中国語版）と合作）
- Animated History of Taiwan（動畫臺灣史英語配音）
- 言論自由日（中華民国内政部広告）
- 轉型正義（中華文化総会（中国語版）と合作）
- 臺灣文化記憶（故事StoryStudio（中国語版）合作）
- 學霸話經典
- 不良公民教師
- 黑啤南亞飛
- 動畫世界史中國篇
- 認識臺灣（中華文化総会（中国語版）と合作）
- 法律吧第二季（司法院と合作）
- 客客客棧啤劍英雄錄（客家電視台と客家委員会合作）
- 黑啤南亞飛（中華文化総会（中国語版）と中華民国外交部と合作紹介、東南アジア各国）
- 人類世界的八大秘密
- 辰間時光
- 小黑啤玩臺灣

## 役割

### 黒啤と啤下組織
- 黒啤（台湾ツキノワグマ[1]）
- 藍地（ミカドキジ）
- 紅瑰（タイワンマス）
- 黄紹（ベンガルヤマネコ）
- 白米（タイワンザル）

### 台湾世界史
- 栗梅（梅花鹿）
- 青加（ウサギ）
- 橙威（知更鳥）

### 世界史 中国編
- 翠茶（青龍）
- 灰茅（白虎）
- 丹茘（朱雀）
- 烏殻（玄武）

## 受賞
| 年     | ノミネート対象                                                 | 賞                                   | 結果       |
| ------ | -------------------------------------------------------------- | ------------------------------------ | ---------- |
| 2017年 | 《客客客棧》臺灣各種吧股份有限公司、客家電視台、客家委員會     | 第52屆金鐘獎金鐘獎動畫節目獎得獎列表 | ノミネート |
| 2020年 | 不只有漢文化！多元自由的臺灣是怎麼來的？臺灣各種吧股份有限公司 | 第2屆走鐘獎最佳外語獎                | 受賞       |

## 参考資料

### 注略
1. ↑  黑啤 Beer - ウェイバックマシン

- 【臺灣壹週刊】看臺灣吧讓人愛上歷史 - YouTube.台灣壹週刊 NexTW.2016-01-12
- 【臺灣壹週刊】看臺灣吧讓人上歷史課不打瞌睡 - YouTube.台灣壹週刊 NexTW.2016-01-12
- 鬼島現代化，臺灣吧兩天讓二十萬人瘋歷史.天下雜誌.2014-11-04
- 臺灣吧　兩天讓20萬人瘋臺灣史.天下雜誌.2014-11-11
- 成功案例分享 - 臺灣吧 Taiwan Bar 用故事説出品牌價値.Shopline 電商教室.2016-02-05

## 日本語対応 外部リンク
2021年6月現在、ほとんどの動画は、中国語であり日本語に対応しているものは少ない。日本語字幕がついているものは下記。
- 漢文化だけではない！多元自由な台湾はどうやって来たのか？｜臺灣バーTaiwanBar (動画外部リンク)
- 台湾のことを紹介する方法がわからない？友達にこの動画を見てください！ 台湾バーTaiwanBar (動画外部リンク)
- 臺日情誼不只有珍奶，還有......！｜臺灣吧TaiwanBar (動画外部リンク)
- 台湾バー動画台湾史　第0話『台湾売却？後藤氏の考え』 (動画外部リンク)
- 台湾バー動画台湾史　第0.5話『アヘン』(動画外部リンク)
- 台湾バー動画台湾史　第1話『鬼界の島が現代に！』(動画外部リンク)
- 台湾バー動画台湾史　第1.5話『台湾原住民のあるあるー日本統治時代に』(動画外部リンク)
- 台湾バー動画台湾史　第2話『どこだろう、台湾の内地は？』(動画外部リンク)
- 台湾バー動画台湾史　第2.5話『台湾女性の纒足ー日本統治時代に』(動画外部リンク)
- 台湾バー動画台湾史　第3話『社会運動の輝きー1920年代の台湾』(動画外部リンク)
- 台湾バー動画台湾史　第3.5話『二林事件ー甘蔗農民らの力』(動画外部リンク)
- 台湾バー動画台湾史　第4話『台湾の皇民化時代』(動画外部リンク)
- 台湾バー動画台湾史　第4.5話『台湾人日本兵でございます』(動画外部リンク)
- 台湾バー動画台湾史　第5話『二・二八事件ー国民党政権時代』(動画外部リンク)
- 台湾バー動画台湾史　第5.5話『台湾各地の二・二八事件』(動画外部リンク)
- 台湾バー動画台湾史　第6話『台湾が民主国家の道へ？』(動画外部リンク)
- 台湾バー動画台湾史　第7話『近代台湾の経済奇跡』(動画外部リンク)
- 台湾バー動画台湾史　第8話（最終話）『どうして台湾人なのに中国語を？』(動画外部リンク)

### 公式サイト
- 臺灣吧官方網站
- 臺灣吧 - YouTubeチャンネル
- 臺灣吧粉絲 (taiwanbarstudio) - Facebook
- 臺灣吧大抓週計畫
- 台灣公司資料